# Ángel María Arregui
Ángel María Arregui Ergüín, futbolista español, nacido en Mondragón (Guipúzcoa) el 1 de octubre de 1926, y fallecido en El Carpio (Córdoba) en 1967. Se le considera el mejor futbolista del Real Jaén de todos los tiempos. Es el máximo goleador del Real Jaén en toda su historia, marcó 225 goles, entre Primera, Segunda, Tercera, Copa Federación, Copa del Rey y la denominada Copa Andalucía.

## Trayectoria
Delantero del Real Jaén durante trece temporadas, y cuatro temporadas en Primera División (1 en el Sevilla, y 3 en el Jaén), fue uno de los mejores cabeceadores de su tiempo, por ello es recordado por sus numerosos goles anotados de cabeza.
Comenzó su carrera en el club Deportivo Maestranza Aérea de Logroño, en la temporada 1943-44, en Tercera, donde jugó durante una temporada, marcando 11 goles. El miércoles 4 de octubre de 1944 'Chomin' Rey realiza una prueba a un jovencísimo delantero –cuenta dieciocho años y tres días de edad–, que convence plenamente. Por la tarde firma con el Deportivo Alavés y cuatro días más tarde el domingo 8 de octubre de 1944, debuta con la camiseta albiazul. ¡Lo hace a lo grande, marcando tres goles!
En los siguientes siete encuentros este delantero nacido en Mondragón (Guipúzcoa) y que responde al nombre futbolístico de Arregui, ve puerta en cada uno de ellos: Tolosa, Cultural de Durango (2), Mirandés (3), Indauchu (3), Sestao, Erandio y Vasconia (2). ¡Racha de ocho jornadas consecutivas marcando con el Deportivo Alavés, que solamente es superada por Julio Elicegui –con nueve– en el Campeonato de Guipúzcoa de 1939. 
Arregui solamente jugará esa campaña en Mendizorroza, dejando unos números de impresión: ¡28 goles en 20 partidos oficiales!. 
También disputó dos partidos amistosos con el Athletic Club, antes de fichar por el Sevilla FC, en 1947, donde es cedido las dos próximas campañas al CD Iliturgi de Andújar en 1947, en Tercera, con el que consigue llegar a la final de la Copa Federación, que perdió frente al CD Málaga, por el resultado de 6-0, quedando séptimo clasificado en la liga en Tercera. 
En 1948, es cedido al Úbeda CF, de Liga Andaluza con el que se proclama Campeón de la Copa Federación, en la final disputada en Madrid, frente al Alicante CF, por 4 goles a 3, y en donde marco tres goles, de los 4 de su equipo. Sus 2 buenas campañas en los club jiennenses con 11 y 18 goles, hicieron que volviera al club de Sevilla para jugar en el equipo de Nervión, que militaba en Primera División. Pero solo jugó 3 partidos en los que consiguió marcar un gol.
Arregui quedó ligado con el Real Jaén el 1 de julio de 1950, con la famosa noticia de
«¡¡Arregui ya es blanco!!» La temporada 1950-51 el Jaén fue tercero en Tercera, y al año siguiente consiguió el ascenso a Segunda División tras quedar campeón en Tercera, ya que aún no existía la Segunda División B. Al año posterior consiguió otro ascenso consecutivo, al quedar de nuevo campeón, esta vez de Segunda División. El fichaje de Arregui fue fundamental para conseguir la proeza de subir dos categorías en dos años. 
En 1953 fue el máximo goleador de la Segunda División de España, con 30 goles ganando el Trofeo Pichichi de Segunda.
En la temporada 1953-54 fue el máximo goleador del Jaén, con 15 goles en 16 partidos. Sin embargo, el equipo descendió a Segunda tras quedar 14.º clasificado.
Tras dos años en Segunda, en 1956 volvió a ascender a Primera al quedar en 1.ª posición. En las dos temporadas siguientes en la máxima categoría, Arregui consiguió marcar 19 goles en 40 partidos. El año 1958 el Real Jaén volvió a descender a Segunda, al acabar la liga como decimosexto clasificado. Así pues, Arregui fue uno de los jugadores que permanecieron todas las temporadas que el Real Jaén disputó en Primera División.
Nunca formó parte de la plantilla del Valencia CF. Únicamente se unió al equipo, en calidad de cedido, para disputar un partido amistoso internacional frente al Berliner SV el 13 de marzo de 1960, algo bastante habitual en aquella época.
En la temporada 1960-1961, ya se habían cumplido 10 años de fidelidad al club. Siempre pretendido por otros equipos, como el Real Madrid de los 1950, para formar una delantera temible junto con Di Stéfano y Gento. Otro equipo grande como el Athletic de Bilbao, que quería contratarlo para ser el heredero de un delantero histórico como Gaínza. Su fidelidad al club le hizo permanecer en el Jaén. Era una fidelidad inigualable. En esos 10 años, se hizo un hueco en el equipo, fue capitán admirado, y logró ser el jugador legendario y más representativo que ha tenido el Real Jaén en su historia. Arregui siempre decidió seguir jugando en el Jaén, pese a jugar en Segunda División e incluso una temporada más en Tercera. En la temporada 1963-1964, Arregui decidió colgar las botas, fue en un Derbi en su despedida en el partido amistoso que enfrentó al Real Jaén con el Úbeda CF, donde también militó, con el resultado final de empate 2 goles. Fue el adiós de Arregui como futbolista y deportista. Fue un momento histórico, lleno de tristeza y emoción por su retirada de los campos de juego. Pero no fue un adiós definitivo, ya que cuando el club le pidió ayuda, él no dudo en prestar su colaboración entrando a formar parte de la Junta Rectora del equipo blanco.
En su carrera deportiva, Arregui compartió sus habilidades futbolísticas en el Real Jaén con jugadores como Méndez, Peiró, Nuñez, Mangui, Uncilla, o Paseiro, entre muchos otros. También destaca el que lograse marcar un gol al magnífico Real Madrid de los años 50 en un partido para la historia del equipo jiennense, disputado el día 10 de febrero de 1957 en el Estadio de la Victoria, y en el que aunque perdiese el Real Jaén por 2 – 4, Arregui consiguió una proeza dentro de las aspiraciones jiennenses, al marcarle un gol al que por entonces era considerado el mejor equipo del mundo. En su vida privada, compartió sus momentos de tristeza y alegría con su mujer, Rosario Sierra, que murió en marzo de 2006. Charito, como le llamaban cariñosamente a la esposa de Arregui, le estuvo apoyando siempre en su carrera futbolística.

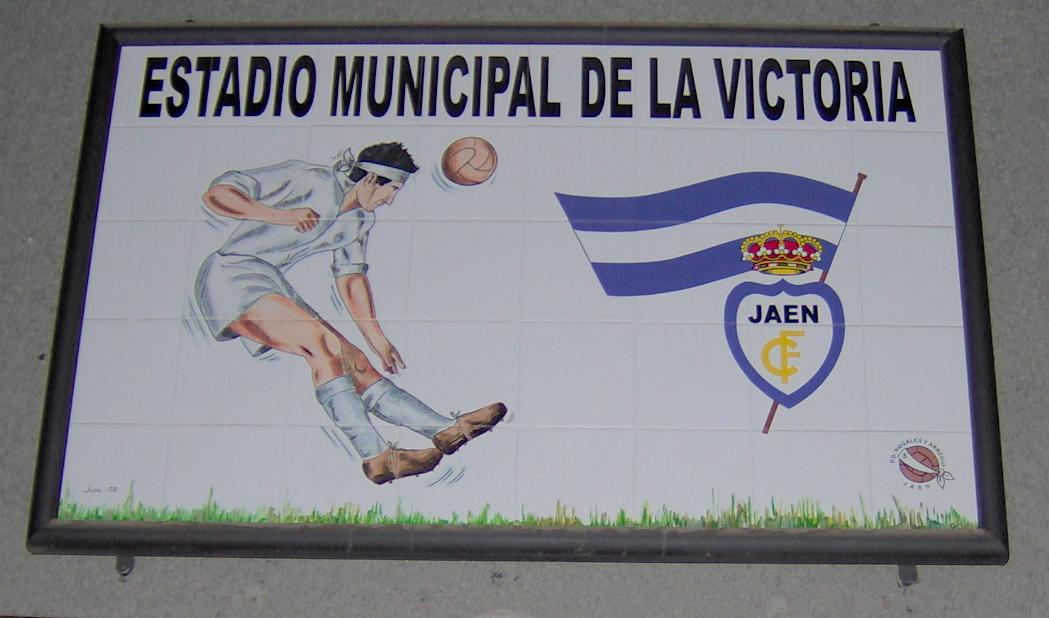
Mural dedicado a Arregui en La Victoria.

Arregui es recordado por la afición jienense por sus innumerables goles, así como por la cinta blanca que solía llevar en la cabeza, pero en el resto de España, fue más recordado por su caballerosidad y su buen comportamiento fuera y dentro del terreno de juego. Una de las muestras de esa deportividad es el hecho de que en sus cuatro temporadas en Primera División nunca recibió una tarjeta amarilla.
En 1967 sufrió un terrible accidente de tráfico que le causó la muerte. Muchos fueron los homenajes que se le realizaron, especialmente en el Real Jaén, del que se considera que ha sido el mejor jugador de su historia. 
De dichos homenajes, destaca un pequeño minuto de silencio que se le hizo después de su muerte. Fue el equipo de fútbol de Torredonjimeno, que estaba en Regional Preferente, con un hecho raro, ya que se estaban jugando 2 partidos en un día, causado porque la fase nacional de aficionados y la liguilla de ascenso a Tercera División se disputó al mismo tiempo. Pues en uno de estos casos, las jornadas del 7 de mayo del 67, en las que por la mañana se enfrentaba al Puerto Malagueño y a la Peña del Real Madrid de Melilla por la tarde, ambos encuentros ganados por el Torredonjimeno, en el partido contra el Puerto Malagueño, se guardó un minuto de silencio por la muerte del bravo jugador del Real Jaén, Ángel María Arregui. Aunque esto sea historia del equipo de fútbol de Torredonjimeno, destaca el hecho de que se nombre a Arregui en otros clubes.

### Selección nacional
El 8 de noviembre de 1953, fue convocado por la selección española, cuando el Jaén estaba aún en Segunda División, para jugar un partido amistoso frente a la selección de fútbol de Suecia en un partido celebrado en Bilbao en el estadio de San Mamés, aunque no debutó con la selección.
En abril de 1954, fue convocado por la selección española, para ir a una concentración de jugadores en Madrid, donde el seleccionador estuvo probando a varios futbolistas.

## Clubes
| Club                                  | País   | Año       |
| ------------------------------------- | ------ | --------- |
| Deportivo Maestranza Aérea de Logroño | España | 1945-1947 |
| CD Iliturgi                           | España | 1947-1948 |
| Úbeda CF                              | España | 1948-1949 |
| Sevilla FC                            | España | 1949-1950 |
| Real Jaén                             | España | 1950-1964 |

## Palmarés

### Campeonatos nacionales
| Título           | Club      | País   | Año  |
| ---------------- | --------- | ------ | ---- |
| Copa Federación  | Úbeda CF  | España | 1948 |
| Copa Federación  | Real Jaén | España | 1952 |
| Tercera División | Real Jaén | España | 1952 |
| Segunda División | Real Jaén | España | 1953 |
| Segunda División | Real Jaén | España | 1956 |

### Distinciones individuales
| Distinción                          | Año  |
| ----------------------------------- | ---- |
| Trofeo Pichichi de Segunda División | 1953 |